# The Jurassic League
The Jurassic League è stata una serie a fumetti dedicata ai supereroi della Justice League pubblicata negli Stati Uniti d'America dalla DC Comics dal maggio all'ottobre 2022.

## Trama
La Jurassic League presenta una versione preistorica della Terra proveniente da una realtà alternativa in cui gli eroi e i cattivi della DC sono dinosauri antropomorfi.

## Storia editoriale
Secondo Daniel Warren Johnson e Juan Gedeon, autori di The Jurassic League, l'insolito concept della serie nasce dal loro comune interesse per i franchise classici con protagonisti dinosauri e creature antropomorfe, con Johnson che commenta: "Mi piace la Justice League, ma mi piace di più come dinosauri. È stato un assoluto piacere unirmi a Juan Gedeon nella creazione di un nuovo mondo per la DC, completo di dinosauri, cavernicoli ed eventi di livello estinzione". Katie Kubert, Senior Editor della DC, ha affermato di essere stata entusiasta quando Johnson e Gedeon le hanno proposto l'idea per il fumetto, poiché Kubert, con le sue stesse parole, "sapeva che avevamo qualcosa di veramente speciale".

## Altri media
Un film d'animazione basato sul fumetto è stato annunciato il 24 febbraio 2024, scritto da Brian Lynch e prodotto da James Gunn e Peter Safran.